# Chữ số Ai Cập
Hệ thống chữ số Ai Cập cổ đại được sử dụng trong thời kỳ Ai Cập cổ đại khoảng 3000 TCN cho đến giai đoạn đầu Công nguyên. Đây là một hệ thống số dựa trên cơ số 10, thường được làm tròn thành số mũ cao hơn, được viết bằng chữ tượng hình, Nhưng họ không có khái niệm về một hệ thống vị trí số với các giá trị khác nhau như hệ thập phân. Tượng hình chữ số ưu tiên nhấn mạnh một ký hiệu hàng loạt hữu hạn chính xác, được mã hoá song ánh đến các chữ trong bảng chữ cái Ai Cập. Hệ thống Ai Cập cổ đại sử dụng cơ số 10.

## Chữ số và số
Các chữ tượng hình sau được dùng để mô tả các lũy thừa của 10
:
| Z1 |

| Z1 |

| V20 |

| V20 |

| V1 |

| V1 |

| M12 |

| M12 |

| D50 |

| D50 |

| I8 |

| I8 |

| I7 |

| I7 |

| C11 |

| C11 |

Bội số các giá trị này được thể hiện bằng cách lặp lại biểu tượng nhiều lần nếu cần. Ví dụ, một khắc đá tại đền Karnak thể hiện số 4622 như sau
| M12 | M12 | M12 | M12 |

| V1 · V1 · V1 · V1 · V1 · V1 |

| V20 | V20 | Z1 | Z1 |

| M12 | M12 | M12 | M12 |

| V1 · V1 · V1 · V1 · V1 · V1 |

| V20 | V20 | Z1 | Z1 |

Các chữ tượng hình Ai Cập có thể được viết theo cả hai hướng (và thậm chí theo chiều dọc). Ví dụ này được viết từ trái sang phải và từ trên xuống dưới; trên các bản khắc đá gốc, nó là phải sang trái, và các dấu  như vậy là đảo ngược

## Số 0 và số âm
Vào năm 1740 trước Công nguyên, người Ai Cập đã có một biểu tượng cho số không trong các văn bản kế toán. Biểu tượng nfr, có nghĩa là đẹp, cũng được sử dụng để chỉ ra mức cơ sở trong bản vẽ của ngôi mộ và kim tự tháp và khoảng cách được đo tương đối so với đường cơ sở như trên hoặc dưới đường này.

## Phân số
Số hữu tỉ cũng có thể được viết ra, nhưng chỉ dưới dạng tổng của các phân số đơn vị, nghĩa là, tổng của các nghịch đảo của các số nguyên, ngoại trừ 2⁄3 và 3⁄4. Dấu chữ tượng hình cho thấy một phân số trông giống như miệng, có nghĩa là "một phần":
| D21 |

| D21 |

Các phân số được viết bằng dạng này, tức là tử số luôn là 1, và mẫu số dương ở dưới. Như vậy, 1⁄3 được viết là:
| D21 · Z1 · Z1 · Z1 |

| D21 · Z1 · Z1 · Z1 |

Các phân số sau: 1⁄2, 2⁄3 (dùng thường xuyên) và 3⁄4 (ít thường xuyên hơn) được biểu diễn bằng các hình riêng:
| Aa13 |

| Aa13 |

| D22 |

| D22 |

| D23 |

| D23 |

Nếu mẫu số trở nên quá lớn, hình "miệng" chỉ được đặt trên đầu "mẫu số":
| D21 · V1 · V1 · V1 | V20 · V20 · V20 · Z1 |

| D21 · V1 · V1 · V1 | V20 · V20 · V20 · Z1 |

## Sách tham khảo
- Allen, James Paul. 2000. Middle Egyptian: An Introduction to the Language and Culture of Hieroglyphs. Cambridge: Cambridge University Press. Numerals discussed in §§9.1–9.6.
- Gardiner, Alan Henderson. 1957. Egyptian Grammar; Being an Introduction to the Study of Hieroglyphs. 3rd ed. Oxford: Griffith Institute. For numerals, see §§259–266.
- Goedicke, Hans. 1988. Old Hieratic Paleography. Baltimore: Halgo, Inc.
- Möller, Georg. 1927. Hieratische Paläographie: Die aegyptische Buchschrift in ihrer Entwicklung von der Fünften Dynastie bis zur römischen Kaiserzeit. 3 vols. 2nd ed. Leipzig: J. C. Hinrichs'schen Buchhandlungen. (Reprinted Osnabrück: Otto Zeller Verlag, 1965)